# Chapelle Notre-Dame-du-Chêne de Blotzheim
La chapelle Notre-Dame-du-Chêne est construite sur une ancienne chênaie romaine, à Blotzheim (Haut-Rhin, Alsace). Elle a subi de nombreuses rénovations au cours des siècles.
Elle est la seule chapelle placée sous le vocable de Sancta Maria ad Robur en Alsace.
Le clocher date de 1494. On peut y voir l'autel principal d’époque baroque, les statues, les tableaux sauvés de la destruction provenant du couvent des capucins fondé en 1737, et surtout un orgue Callinet Frères de 1843.
Cette chapelle fait l’objet d’une inscription au titre des monuments historiques depuis le 26 mars 1986.

## Historique des rénovations de1685à2006
Entrepris depuis 1999, les travaux de restauration, intérieure et extérieure, de la chapelle Notre-Dame-du-Chêne touchent à leur fin en août 2006 pour les fêtes de l'Assomption de la Vierge Marie. Les fidèles peuvent découvrir les deux autels latéraux admirablement rénovés, dont l'un (celui de gauche) porte une toile nouvelle qui s'inspire fortement du Christ sur la Croix (et les ténèbres du Vendredi-Saint) d'avant 1947, elle est l'œuvre du Strasbourgeois Claude Bernhart.
En 1685, la chapelle Notre-Dame-du-Chêne menaçait ruine. Le toit et la voûte du chœur s'étaient affaissés. La communauté engage un procès devant le Conseil souverain d'Alsace contre les décimateurs pour les obliger à remplir leurs obligations de reconstruire chœur et clocher. Ils y sont condamnés en 1699. Au lendemain d'un jugement en appel, les plans de la reconstruction du bâtiment cultuel sont présentés à l'été 1700. Le projet ne convient pas aux décimateurs. Cependant, les travaux débutent. Ils sont interrompus, les ouvriers ne sont plus payés, car la communauté de Blotzheim veut protester contre l'exécution d'un chœur non voûté, alors que l'ancien l'était. Un nouveau procès est engagé : les décimateurs sont condamnés à la reconstruction du chœur en 1711. C'est le tailleur de pierres bâlois Jean-Jacques Pack qui est chargé du chantier. Le chœur est millésimé 1712.
Notre-Dame-du-Chêne a été consacrée le 24 août 1740, en même temps que l'autel de style baroque dans la petite chapelle sous le clocher. 
Œuvre de Hugues-Jean Monnot (1717), le maître-autel se compose d'un tombeau orné de guirlandes de fleurs et de feuilles, d'un gradin orné de rinceaux avec au centre le voile de Véronique et des reliquaires aux extrémités. Le tabernacle à niches abritent les quatre évangélistes et un crucifix central.
Le retable est encadré de quatre colonnes corinthiennes cannelées. Aux extrémités de la corniche se trouvent, à gauche, la statue de Saint-Michel (avec balance pour peser les âmes et glaive), et à droite, celle d'un ange sonneur de trompette (l'instrument a disparu). Au centre, des reliefs figurants des angelots dans les nuages. En haut se trouve la fameuse Vierge de Pitié du XVe siècle.
Selon la légende, l'autel enferme le chêne sur lequel se serait trouvée la statue.
Installé dans la chapelle depuis 1710, l'autel latéral droit avec ses quatre colonnes torses jumelées pourrait provenir de l'église abbatiale Notre-Dame de Lucelle. Les toiles sont attribuées au peintre suisse Charles Stauder (vers 1640-1714). Elles représentent la préparation du martyre de saint Sébastien au premier niveau et l'apparition de la Vierge à l'Enfant dans une couronne de roses, tendant le rosaire à saint Dominique agenouillé à ses pieds, avec sainte Catherine de Sienne. À noter que le tableau de Saint Sébastien a été exécuté d'après une gravure de Egidius Sadeler, reproduisant un tableau de Palma le Jeune. Une confrérie de saint Sébastien a été fondée en 1610 à Blotzheim.
Le retable latéral nord présente des colonnes corinthiennes. Ses ailerons ont été supprimés après 1903. Jusqu'en 1946, il portait une peinture à l'huile sur toile, représentant le Christ sur la Croix, d'où son nom « Kreuzaltar ». En 1947, à la demande de l'abbé Charles Weckerlin, Joseph Gasser (de Blotzheim) réalise un saint Nicolas de Flüe dans un paysage, le grand saint suisse canonisé cette année-là. Le médaillon est porté par deux angelots. Le tableau du fronton représente l'éducation de la Vierge Marie XVIIIe siècle.
En 2006, le tableau saint Nicolas de Flüe a été remplacé par un Christ en Croix, plus dans la tonalité de la chapelle.

## Monuments classés
L’autel de la Bienheureuse Vierge Marie (maître-autel) du 1er quart XVIIIe siècle et le groupe sculpté : Vierge de Pitié  datant de la 1re moitié XVe siècle sont classés aux monuments historiques depuis 2002. 
La partie instrumentale de l'orgue réalisé par Joseph Callinet (facteur d'orgues) et François Berger (facteur d'orgues)  (2e quart XIXe siècle; 3e quart XIXe siècle) est classée par la direction du Patrimoine depuis 1992. 
D’autres joyaux ont été classés par l’Inventaire général de 1975 :
- autel, retable, gradin d'autel (autel secondaire, retable architecturé, autel tombeau)  (XVIIIe siècle)
- autel, retable, gradin d'autel, tableaux (2) (autel secondaire, retable architecturé, autel tombeau, tableau d'autel) : saint Nicolas de la Flüe  (XVIIIe siècle)
- autel, retable, tableaux (2), gradin d'autel (autel secondaire, retable architecturé, autel tombeau, tableau d'autel) : saint Sébastien - Auteur(s) Stauder (peintre) (1er quart XVIIIe siècle)
- calvaire  (XVIIIe siècle)
- chaire à prêcher (d'applique)  (XVIIIe siècle)
- clef de voûte (XVe siècle)
- dalle funéraire : de Urs Gluz  (4e quart XVIIe siècle)
- lambris de demi-revêtement  (XVIIIe siècle; 4e quart XIXe siècle)
- mont des Oliviers  (2e quart XIXe siècle)
- orgue Callinet frères (facteur d'orgues)  (2e quart XIXe siècle)
- statue : Christ de la résurrection  (XVIIIe siècle, XIXe siècle (?) )
- statue : saint Antoine abbé  (XVIIIe siècle)
- statue : saint Antoine de Padoue (XVIIIe siècle)
- statue : saint François d'Assise (XVIIIe siècle)
- statue : saint Jean l'Evangéliste (XVIIIe siècle)
- statue : saint Louis  (XVIIIe siècle)
- statue : saint Léger (XVIIIe siècle)
- statue : saint Wendelin  (XVIIIe siècle)
- verrière 1,   Auteur(s)  Kuhn J. (peintre-verrier)  (4e quart XIXe siècle)